# ガウラ (マスコットキャラクター)
ガウラとは、千葉県袖ケ浦市のマスコットキャラクターである。

## プロフィール

### 名前の意味
外国の人が「そでがうら」と発音するのを聞くと「がうら」だけが強く聞こえることから、市名の一部を使って「ガウラ」とネーミングされた。
好きな食べ物
ガウラーメンである。

## キャラクター展開
主に袖ケ浦市内で活動しており、時々千葉県内でも顔を出すことがある。

## その他
ガウラとそのファミリーが袖ケ浦バスターミナルの入口看板に展示されている。また、当市役所職員がクールビズとして着用しているポロシャツにガウラのマークがついている。
袖ケ浦市役所や長浦駅の構内にも看板が展示されている。
ガウラ　オスの恐竜のティラノサウルスのような容姿
ソデリー　メスのキャラ、ガウラの妻でウラリーの母
ウラリー　ガウラとソデリーの子供で性別不詳
ただし、市指定ゴミ袋など主要な物はガウラのみ登場する。